# Chhattisgarh
Chhattisgarh (Chhattisgarhi / Hindi: छत्तीसगढ़) is een deelstaat van India. De staat ligt in het centrum van het land en telt 25.545.198 inwoners (2011). De hoofdstad is Raipur.
Het grondgebied van Chhattisgarh behoorde aanvankelijk tot de staat Madhya Pradesh, waarvan het de zestien zuidoostelijke districten omvatte. Op 1 november 2000 werd het gebied afgesplitst en kreeg het de status van een afzonderlijke deelstaat.

## Geografie
Chhattisgarh grenst aan zeven andere Indiase deelstaten: in het noordwesten aan Madhya Pradesh, in het westen aan Maharashtra, in het zuiden aan Andhra Pradesh en Telangana, in het oosten aan Odisha, in het noordoosten aan Jharkhand en in het noorden aan Uttar Pradesh.
Het noordelijke deel van de staat ligt op de grens van de grote Indo-Gangesvlakte, het centrale deel in de vruchtbare vlakte van Mahanadi en het zuidelijke deel op het Dekanplateau, in het keerpunt van de rivier Godavari. Bossen beslaan ruwweg veertig procent van de staat.

## Bevolking
Volgens de volkstelling van 2011 telt Chhattisgarh 25,5 miljoen inwoners, een toename van +22,61 procent vergeleken met de 20,8 miljoen inwoners in 2001. De urbanisatiegraad bedraagt net iets meer dan 23%.
De geletterdheid bedraagt 70,28 procent van de bevolking: 80,27 procent van de mannen en 60,24 procent van de vrouwen kan lezen en schrijven.

#### Taal
Het Chhattisgarhi, een taal die deel uitmaakt van de oostcentrale groep Indo-Arische talen, overheerst in het gebied. De heuveldistricten van de staat, behorende tot Gondwana, dienen als woongebied voor de Gondi-stam.

#### Religie
Het hindoeïsme is de grootste religie in Chhattisgarh. Ruim 23,8 miljoen van de 25,5 miljoen inwoners is hindoe, ofwel 93%. Moslims, animisten en christenen vormen elk ongeveer 2% van de bevolking. Het overige deel bestaat uit sikhs, boeddhisten en jains.

## Bestuurlijke indeling
Chhattisgarh is bestuurlijk onderverdeeld in 28 districten. Hieronder volgt een lijst van de huidige districten.
| - Balod - Baloda Bazar - Balrampur - Bastar - Bemetara - Bijapur - Bilaspur - Dantewada (Zuid-Bastar) - Dhamtari - Durg - Gariaband - Gaurela-Pendra-Marwahi - Janjgir-Champa - Jashpur - Kabirdham - Kanker (Noord-Bastar) - Kondagaon - Korba - Koriya (Korea) - Mahasamund - Mungeli - Narayanpur - Raigarh - Raipur - Rajnandgaon - Sukma - Surajpur - Surguja |